# Albert Müller (Künstler)

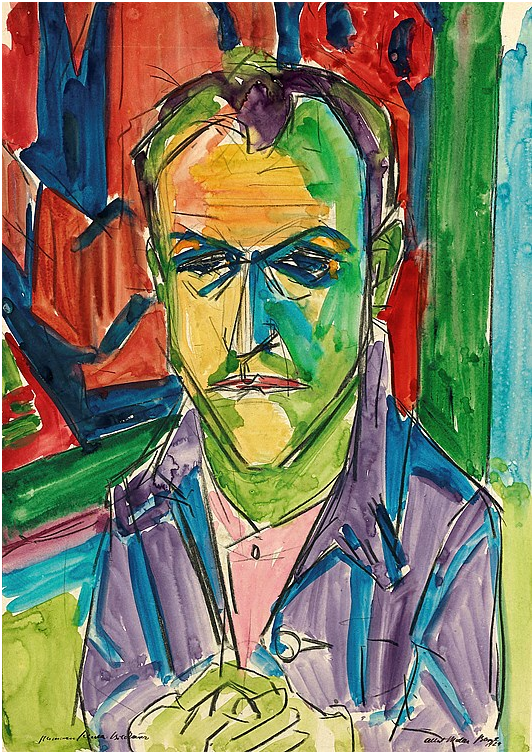
1924, Albert Müller porträtiert von Hermann Scherer

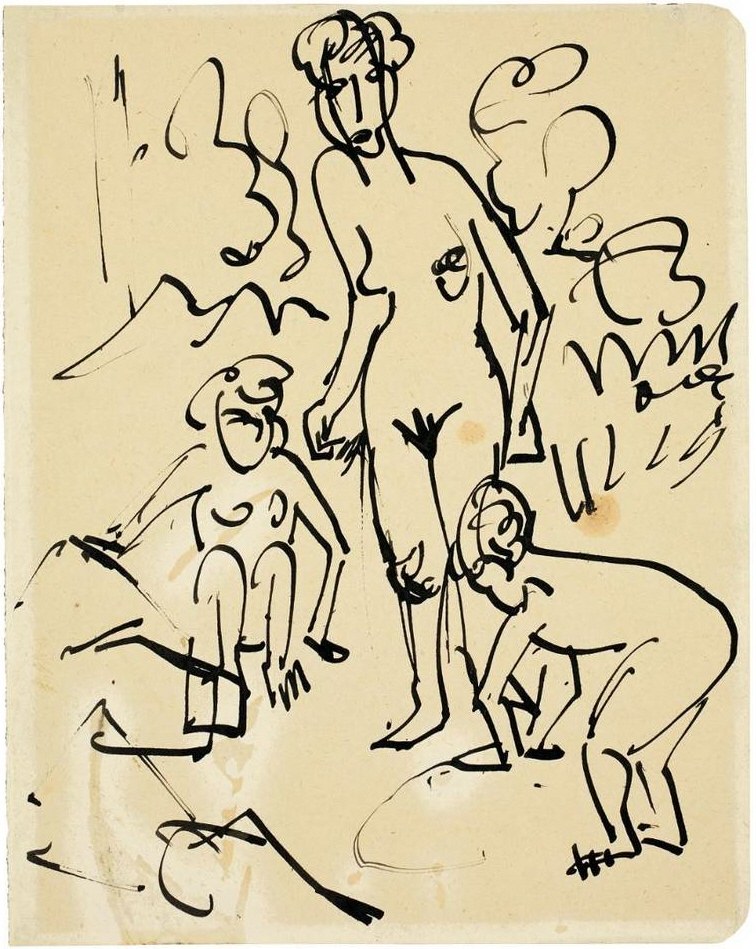
Ernst Ludwig Kirchner: Anna Müller und die 1923 geborenen Zwillinge Judith und Kaspar, 1925

Albert Müller (* 29. November 1897 in Basel; † 14. Dezember 1926 im Ortsteil Obino der Gemeinde Castel San Pietro im Muggiotal) war ein Schweizer Maler, Glasmaler, Zeichner, Druckgrafiker und Bildhauer des Expressionismus.

## Leben

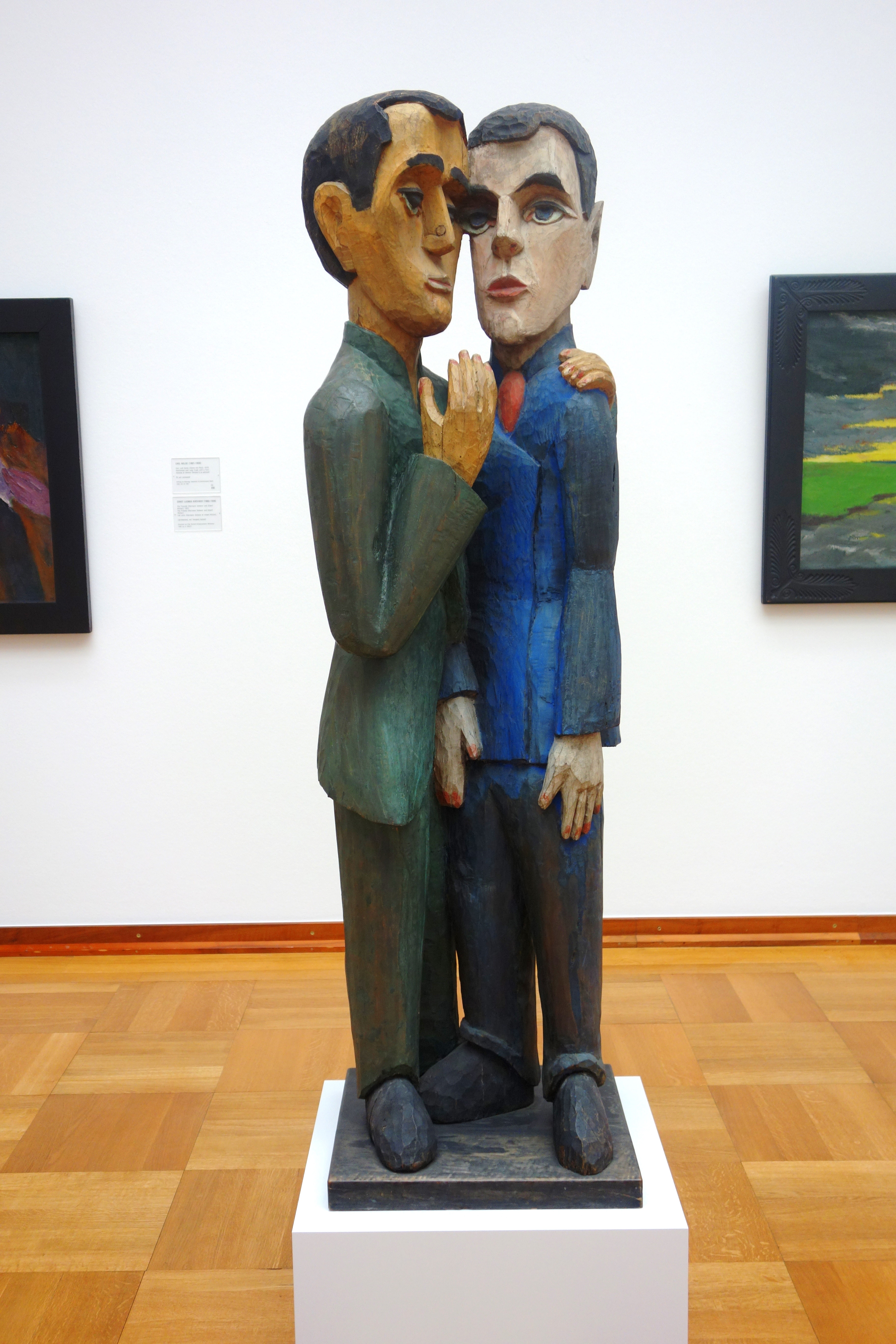
Die Freunde (Hermann Scherer and Albert Müller) von Ernst Kirchner

Albert Müller wurde 1897 in Basel geboren. Von 1913 bis 1917 absolvierte er eine Lehre als Glasmaler bei dem Onkel von Otto Staiger. Daneben besuchte er die allgemeine Gewerbeschule in Basel. 1918 lernte er bei Cuno Amiet und 1919 bekam er seine erste Ausstellung in der Kunsthalle Basel. Ab dann beteiligte er sich an Wettbewerben des Kunstkredits Basel-Stadt. 1920 reiste er nach Italien und arbeitete mit Niklaus Stoecklin in San Gimignano. 1921 zog er nach Coldrerio und Ende 1922 nach Ligornetto, wo er sich mit Carl Burckhardt befreundete, zu dessen Bronzeplastik Der Tänzer Müller Modell stand.
Im gleichen Jahr heiratete er Anna Hübscher und lernte Louis Moilliet kennen. 1923 wurden seine Zwillinge Judith und Kaspar geboren und ein weiterer Umzug nach Obino bei Castel San Pietro folgte.
1923 lernte Müller den Expressionisten Ernst Ludwig Kirchner und dessen Werk in der Kunsthalle Basel kennen. Daraus erwuchs eine intensive Künstlerfreundschaft. In der Folge setzte ein reger Briefwechsel zwischen den beiden ein. In den Jahren zwischen 1924 und 1926 war Müller häufiger Gast bei Kirchner in Davos Frauenkirch.
1924 gründete er gemeinsam mit Hermann Scherer und Paul Camenisch, später auch Werner Neuhaus die Künstlervereinigung «Rot-Blau», nach dem Vorbild der «Brücke», die den wichtigsten Beitrag zum Schweizer Expressionismus brachte. Mit der fast lebensgrossen Skulptur Die Freunde brachte Kirchner die enge Freundschaft zwischen Scherer und Müller sinnfällig zur Darstellung. Noch während der ersten Ausstellung der «Rot-Blau» in der Kunsthalle Basel entschloss sich Müller, unterstützt von Kirchner, zum Austritt aus der Gruppe, da er sich von Scherer benachteiligt fühlte.
1926 starb Müller überraschend mit 29 Jahren an Typhus. Seine Frau Anna und die Zwillinge erkrankten ebenfalls an Typhus; während Anna Müller-Hübscher wenige Wochen später 1927 starb, überlebten die beiden Kinder.
1937 wurden in der zentralen Nazi-Aktion „Entartete Kunst“ sein Aquarell Westfälisches Bauernpaar aus dem Städtischen Museum Hagen und das Ölgemälde Landschaft im Tessin (110,4 × 115,1 cm, 1925) aus dem Museum Folkwang Essen beschlagnahmt. Das Aquarell wurde vernichtet, der Verbleib des Tafelbilds ist ungeklärt.

## Arbeiten

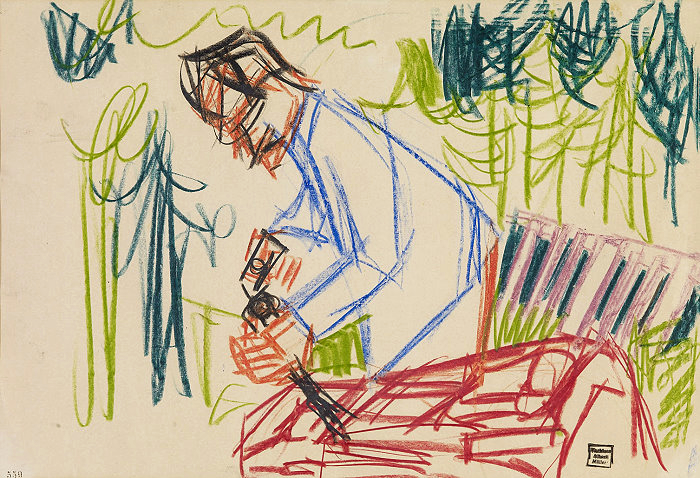
Holzbildhauer
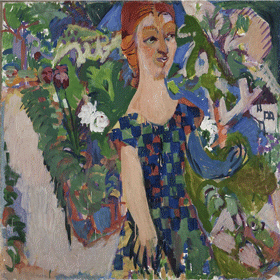
Mädchen im Garten, 1926
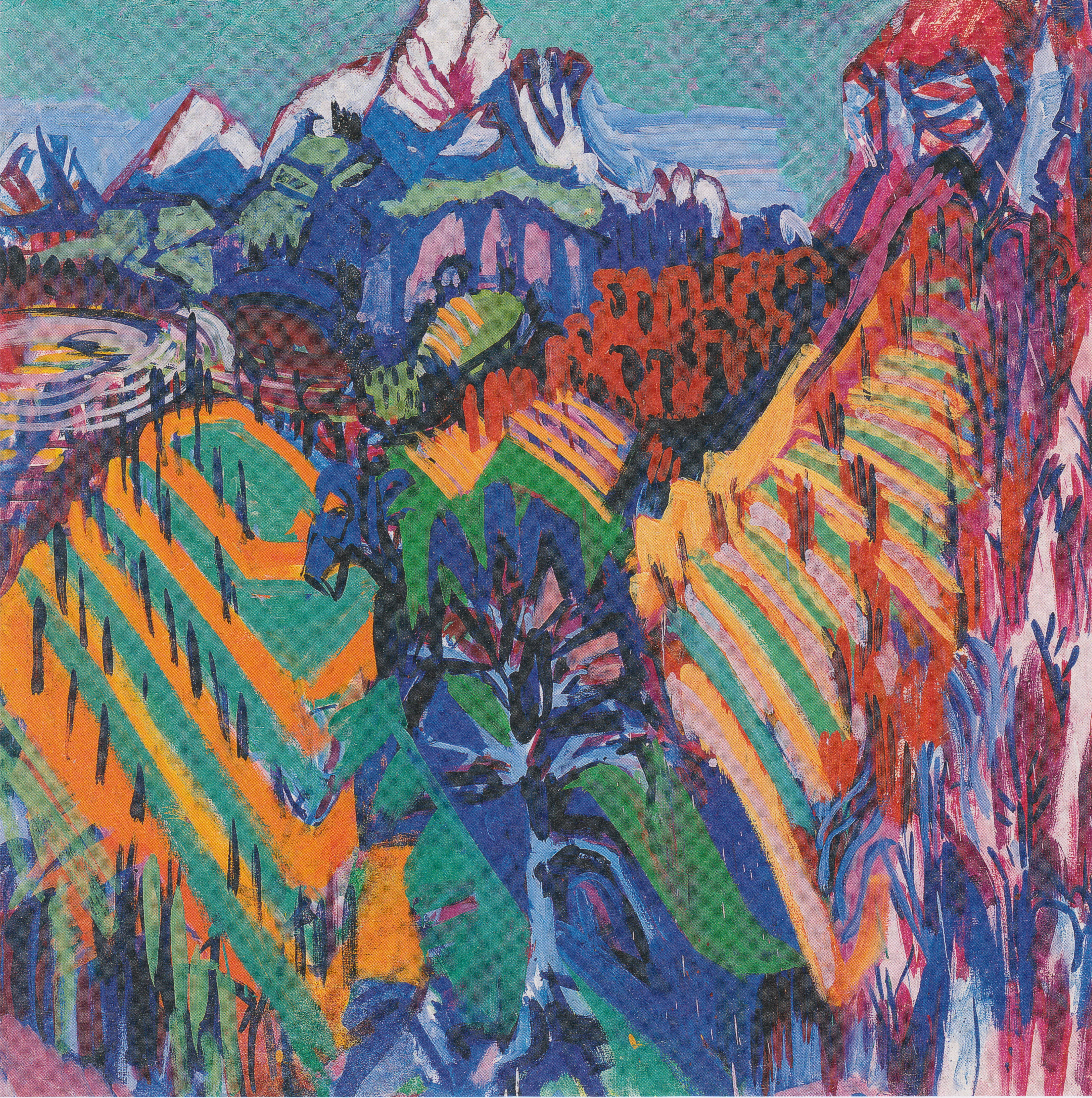
Rebberge im Tessin, 1925

## Ausstellungen
- 2023: Sammelausstellung, Säulen der Moderne, Galerie & Edition Bode, Nürnberg
- 2010: Albert Müller, Kunstmuseum Basel
- 2008: Expressionismus aus den Bergen, Bündner Kunstmuseum Chur, Chur
- 2003: Expressiv!, Fondation Beyeler, Riehen
- 1992: Albert Müller: Gemälde, Skulpturen, Zeichnungen, 1924–1926, Bündner Kunstmuseum Chur

## Öffentliche Sammlungen
- Kunstmuseum Basel, Basel
- Bündner Kunstmuseum Chur, Chur
- Kirchner Museum Davos
- Musée cantonal des Beaux-Arts, Lausanne
- Museo Cantonale d’Arte Lugano, Lugano
- Los Angeles County Museum of Art, Los Angeles